# Parede-Krainer
Parede-Krainer (em Portugal: suporte tipo "cribwall") é uma estrutura normalmente construída em madeira (eventualmente concreto ou metal) que tem como objetivo conferir estabilidade a taludes íngremes, sejam naturais ou artificiais. É muito utilizada na defesa de margens fluviais, sendo uma das principais tecnicas utilizadas pela Bioengenharia de Solos (Engenharia Natural). A estrutura é simples ou dupla (pode ser até tripla) e normalmente é preenchida com pedras e solo. A fim de completar o efeito de estabilização do local, a face exposta da obra, normalmente, e vegetada através de modelos adequados e utilizando-se espécies vegetais indicadas para esse fim. No caso das margens fluviais usa-se uma forma especial de plantio, conhecida como feixes-vivos.
Existem modelos especiais no que diz respeito ao arranjo dos troncos: como a parede-tipo-Roma onde a estrutura de madeira pode ser pré-montada; e a parede-latina onde uma parede simples tem seus troncos transversais arranjados em um sistema de treliça, o que confere uma boa estabilidade à obra, bem como economia de madeira e pregos.
Estes últimos dois modelos foram desenvolvidos na Itália, por isso as designações tipo-Roma e latina. O termo Krainer vem de Krainerwand em língua alemã e também se refere ao local de origem do modelo. 